# Doljani (miasto Novi Pazar)
Doljani (cyr. Дољани) – wieś w Serbii, w okręgu raskim, w mieście Novi Pazar. W 2011 roku liczyła 127 mieszkańców.